# Хейтер, Дэвид
Дэ́вид Бра́йан Хе́йтер  (англ. David Bryan Hayter; 6 февраля 1969, Санта-Моника, Калифорния, США) — американский актёр, актёр озвучивания, сценарист и продюсер, наиболее известный благодаря озвучиванию Солида Снейка из серии игр Metal Gear Solid и написанием сценария к фильмам «Люди Икс», «Люди Икс 2» и «Хранители». 19 мая 2009 года Дэвид Хейтер вместе с продюсером фильма «Хранители» Бенедиктом Карвером (Benedict Carver) основал студию Dark Hero Studios, специализирующуюся на создании комиксов, видеоигр и фильмов.

## Фильмография

### Актёр
- 2000 — «Люди Икc» — полицейский в музее
- 1998 — «Жар» — Том Райс
- 1997 — «Драйв» — полицейский
- 1994 — «Гайвер 2: Тёмный герой» — Шон Баркер
- 1994 — «Длинные тениLong Shadows[англ.]» — секретарь Эда
- 1993 — «Папочка-майор[англ.]» — Миша Сароцки

### Актёр озвучивания

#### В анимации
- 1995 — Street Fighter II: V[англ.] — эпизодические роли[2]
- 1997 — «Человек-паук» — Стив Роджерс/Капитан Америка
- 1999 — Dual! Paralle lunlun monogatari (TV, english version) — эпизодические роли
- 2016 — «The Flash (2 сезон)» — Зум

#### В видеоиграх
- 1998—2010 — серия Metal Gear — Биг Босс/Солид Снейк
- 2002 — Eternal Darkness: Sanity's Requiem — эпизодические роли
- 2008 — Super Smash Bros. Brawl — Солид Снейк
- 2011 — Star Wars: The Old Republic — джедай-рыцарь
- 2015 — The Long Dark — Джереми (Зверолов)
- 2016 — Deponia Doomsday — Солид Руфус
- 2018 — Super Smash Bros. Ultimate — Солид Снейк

### Сценарист
- 2014 — «Волки»
- 2009 — «Хранители»
- 2003 — «Люди Икс 2»
- 2002 — «Затерянные в стране Оз»
- 2002 — «Царь скорпионов»
- 2000 — «Люди Икс»

### Продюсер
- 1998 — «Жар»
- 2002 — «Затерянные в стране Оз»

### Режиссёр
- 2014 — «Волки»